# Matrículas automovilísticas de Abjasia

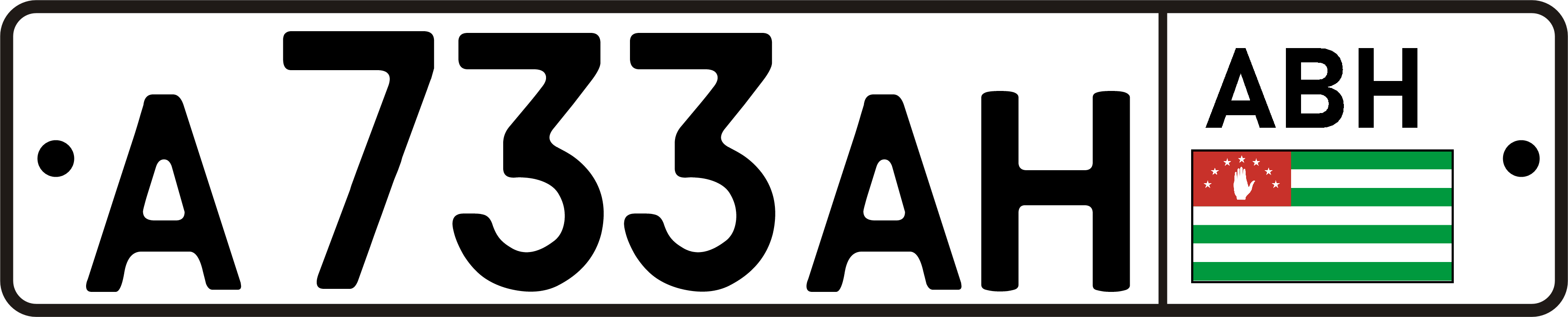
Matrícula en uso

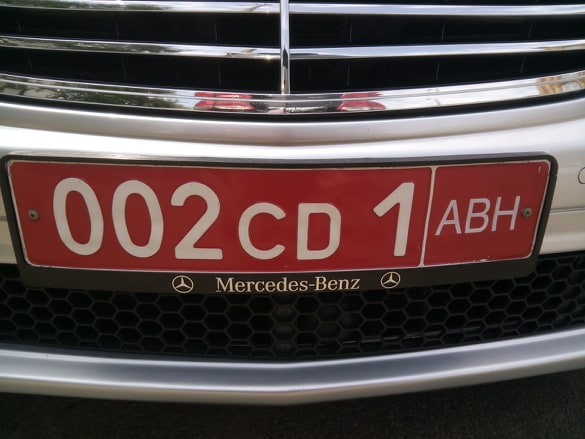
Matrícula diplomática del 2018.

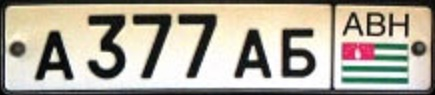
Matrícula en uso.

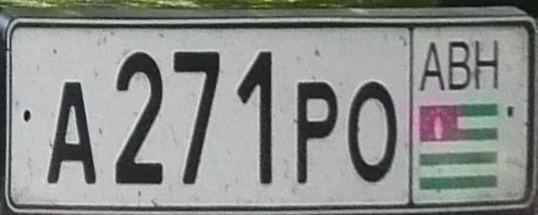
En uso.

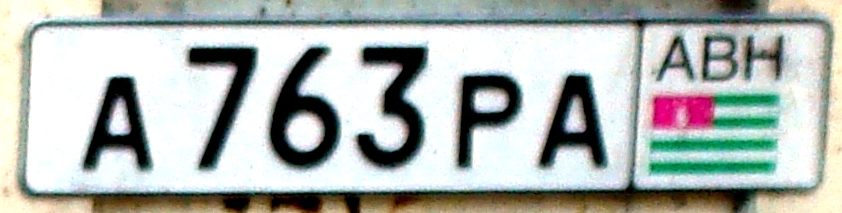
En uso.

El gobierno de Abjasia, independiente de facto de Georgia, emite su propia matrícula para los vehículos matriculados en el territorio que controla.
El diseño de las placas se basa en el diseño de las rusas, solo que cambiando cierto factores.
El formato de la placa consiste en una letra seguida de 3 números y luego 2 letras más. Las letras son utilizadas en cirílico y son las siguientes: A, Б, В, Е, К, М, Н, О, Р, С, Т, У y Х.
Desde el año 2004, el gobierno de Georgia, prohíbe a los vehículos con matrículas de Abjasia, al igual que las matrículas de Georgia están prohibidas en Abjasia.